# 제8회 아시안 필름 어워즈
제8회 아시안 필름 어워즈는 2014년 3월 27일에 열린 시상식이다.

## 수상 및 후보

### 최우수작품상
- 일대종사 - 왕가위 수상
- 무인구 - 닝 하오
- 행복한 사전 - 이시이 유야
- 런치박스 - 리테쉬 바트라
- 설국열차 - 봉준호
- 떠돌이 개 - 차이밍량

### 최우수감독상
- 일대종사 - 왕가위 수상
- 설국열차 - 봉준호
- 일로 일로 - 안소니 첸
- 그렇게 아버지가 된다 - 고레에다 히로카즈
- 떠돌이 개 - 차이밍량

### 남우주연상
- 런치박스 - 이르판 칸 수상
- 그렇게 아버지가 된다 - 후쿠야마 마사하루
- 떠돌이 개 - 이강생
- 일대종사 - 양조위
- 변호인 - 송강호

### 여우주연상
- 일대종사 - 장쯔이 수상
- 바버스 테일 - 유진 도밍고
- 감시자들 - 한효주
- 리거 모티스 - 바오치징
- 안녕 계곡 - 마키 요코

### 신인상
- 우리가 잃어 버릴 청춘 - JIANG Shuying 수상
- 광무파 - CHOI Hon-Yick
- 변호인 - 임시완
- 도모구이 - 기노시타 미사키
- 그렇게 아버지가 된다 - 니노미야 케이타

### 남우조연상
- 무인구 - 황보 수상
- 우리가 잃어 버릴 청춘 - 조우정
- 감시자들 - 정우성
- 행복한 사전 - 오다기리 죠
- 동경가족 - 츠마부키 사토시

### 여우조연상
- 일로 일로 - YEO Yann Yann 수상
- 동경가족 - 아오이 유우
- 러브 투모로우 - 범효훤
- 변호인 - 김영애
- 지옥이 뭐가 나빠 - 니카이도 후미

### 최우수 각본상
- 런치박스 - 리테쉬 바트라 수상
- 설국열차 - 봉준호 외 1명
- 우리가 잃어 버릴 청춘 - 이장
- 행복한 사전 - 와타나베 겐사쿠
- 일대종사 - 왕가위 외 2명

### 최우수 촬영상
- 일대종사 - 필립 르 소드 수상
- 감시자들 - 김병서 외 1명
- 떠돌이 개 - 요본용 외 2명
- 리거 모티스 - 오문증
- 하모니 레슨스 - 아지즈 잠바키예브

### 최우수 제작디자인상
- 일대종사 - 장숙평 외 1명 수상
- 무인구 - 하오 이
- 지옥이 뭐가 나빠 - 이나가기 히사오
- 적인걸2: 신도해왕의 비밀 - Ken MAK
- 설국열차 - 앙드레 넥바실

### 최우수 작곡상
- 일대종사 - 우메바야시 시게루 외 1명 수상
- 사랑에 대해 이야기할 때 말하지 않는 것들 - Zeke KHASELI 외 1명
- 달려라 밀카 달려 - 에산 노라니 외 2명

### 최우수 편집상
- 감시자들 - 신민경 수상
- 일대종사 - 장숙평
- 무인구 - 두원
- 지옥이 뭐가 나빠 - 이토 준이치
- 리거 모티스 - 데이비드 M. 리처드슨

### 최우수 시각효과상
- 미스터 고 - JEONG Seong-jin 수상
- 리얼 완전한 수장룡의 날 - 아사노 슈지
- 일대종사 - 피에르 버핀
- 리거 모티스 - Enoch CHAN
- 적인걸2: 신도해왕의 비밀 - 김욱 외 1명

### 최우수 의상상
- 일대종사 - 장숙평 수상
- 설국열차 - 캐서린 조지
- 적인걸2: 신도해왕의 비밀 - 이벽군
- 관상 - 심현섭